# Frederico Morais (surfista)
Frederico Morais (Cascais, 3 de janeiro de 1992), também conhecido como Kikas, é um surfista profissional português que compete na categoria World Tour da Liga Mundial de Surfe masculina desde 2017.

## Carreira

### Vitórias
| Vitórias na WQS |                     |                                             |          |
| Ano             | Eventos             | Local                                       | País     |
| 2016            | Martinique Surf Pro | Basse-Pointe, Martinica, Antilhas francesas | França   |
| 2019            | Pro Santa Cruz      | Santa Cruz                                  | Portugal |
| 2019            | Azores Airlines Pro | Santa Bárbara, Ilha de São Miguel, Açores   | Portugal |

### WSL World Championship Tour
| Torneio                    | 2015       | 2016       | 2017        | 2018       |
| -------------------------- | ---------- | ---------- | ----------- | ---------- |
| Quiksilver Pro Gold Coast  | -          | -          | 13.º        | 13.º       |
| Rip Curl Pro               | -          | -          | 25.º        | 5.º        |
| Margaret River Pro         | -          | -          | 5.º         | 25.º       |
| Rio Pro                    | -          | -          | 13.º        | 13.º       |
| Fiji Pro                   | -          | -          | 13.º        | 13.º       |
| J-Bay Open                 | -          | -          | 2.º         | 9.º        |
| Billabong Pro Teahupoo     | -          | -          | 25.º        |            |
| Hurley Pro at Trestles     | -          | -          | 5.º         |            |
| Quiksilver Pro France      | -          | -          | 13.º        |            |
| MEO Rip Curl Pro Portugal  | 5.º        | 13.º       | 9.º         |            |
| Billabong Pipeline Masters | -          | 25.º       | -           |            |
| Classificação              | 41.º       | 44.º       | 14.º        | 19.º       |
| Ganhos                     | US$ 15,000 | US$ 19,500 | US$ 149,000 | US$ 40,500 |

## Prémios e nomeações
| Ano  | Prémio         | Categoria                      | Resultado |
| ---- | -------------- | ------------------------------ | --------- |
| 2014 | Globos de Ouro | Revelação do Ano               | Indicado  |
| 2017 | EuroSima       | Melhor Surfista Europeu do Ano | Venceu    |